# Кан Наото
Кан Наото (яп. 菅 直人) — 94-тий прем'єр-міністр Японії (2010 — 2011).
Голова Демократичної партії Японії (1998-1999, 2002-2004 та 2010).
У 1990-х займав посаду міністра здоров'я та добробуту, а у 2010 — міністра фінансів. 8 червня 2010 змінив Хатояму Юкіо на посаді прем'єр-міністра Японії.

## Життєпис
Народився в місті Убе префектура Ямаґуті. Закінчив Токійський технологічний інститут.
У 1974 відкрив приватне патентне бюро. З того ж часу активно включився в громадське життя країни, брав участь у екологічному русі. У 1980 році вперше був обраний депутатом нижньої палати японського парламенту. З тих пір незмінно переобирався в парламент на всіх наступних виборах.
У 1996 вперше увійшов до складу японського уряду. У коаліційній лівоцентристському уряді Мураями Томіїті зайняв пост міністра здоров'я та добробуту. Однак, вже після загальних парламентських виборів у листопаді того ж року уряд Мураями змушений був піти у відставку.
Незабаром Наото Кан примкнув до новоствореної центристської Демократичної партії Японії, очоливши її разом з Хатоямою Юкіо.
У 1997 вже одноосібно очолив партію.
У 1999 залишив пост лідера партії, повернувшись на нього у 2002 і знову склавши свої повноваження у 2004.
Після відставки 2 червня 2010 прем'єр-міністра Хатояма Юкіо обраний його наступником і 8 червня 2010 офіційно затверджений на посаді голови уряду.